# Anton Pantow
Anton Pantow (* 25. März 1991 in Pawlodar) ist ein kasachischer Biathlet.
Anton Pantow nahm von 2008 bis 2012 an fünf aufeinander folgenden Juniorenweltmeisterschaften teil. 2008 wurde er in Ruhpolding 63. des Einzels, qualifizierte sich als 60. als Letzter für das Verfolgungsrennen, in dem er 56. wurde und kam im Staffelrennen auf Rang 20. 2009 belegte er in Canmore die Ränge 35 im Einzel, 17 im Sprint und 24 in der Verfolgung, 2010 in Torsby Platz 24 im Einzel, 12 im Sprint, 18 in der Verfolgung und Elf mit der Staffel, 2011 in Nové Město na Moravě 35. Ränge in Einzel und Sprint, 46 in der Verfolgung und 17 mit der Staffel. Bei seinen letzten Juniorenweltmeisterschaften 2012 in Kontiolahti verpasste Pantow als Viertplatzierter im Einzel nur um einen Rang eine Medaille, wurde 31. des Sprints, 25. der Verfolgung und Zehnter im Staffelrennen.
2009 bestritt Pantow in Ridnaun seine ersten Rennen bei den Männern und wurde 47. eines Einzels im IBU-Cup. In Ostrow erreichte der Kasache als 14. eines Verfolgungsrennen sein bislang bestes Ergebnis in der zweithöchsten Rennserie des Biathlonsports. Erstes Großereignis wurden für Pantow die Weltmeisterschaften 2012 in Ruhpolding. Bei seinem einzigen Einsatz im Einzel belegte er den 75. Platz. Zum Ende der Saison 2012/2013 bestritt er am Holmenkollen in Oslo seine ersten Rennen im Weltcup und qualifizierte sich als 59. knapp für das Verfolgungsrennen, das er als überrundeter Läufer nicht beenden konnte.

## Biathlon-Weltcup-Platzierungen
Die Tabelle zeigt alle Platzierungen (je nach Austragungsjahr einschließlich Olympische Spiele und Weltmeisterschaften).
- 1.–3. Platz: Anzahl der Podiumsplatzierungen
- Top 10: Anzahl der Platzierungen unter den ersten zehn (einschließlich Podium)
- Punkteränge: Anzahl der Platzierungen innerhalb der Punkteränge (einschließlich Podium und Top 10)
- Starts: Anzahl gelaufener Rennen in der jeweiligen Disziplin
- Staffel: inklusive Mixed- und Single-Mixed-Staffeln

| Platzierung         | Einzel | Sprint | Verfolgung | Massenstart | Staffel | Gesamt |
| ------------------- | ------ | ------ | ---------- | ----------- | ------- | ------ |
| 1. Platz            |        |        |            |             |         |        |
| 2. Platz            |        |        |            |             |         |        |
| 3. Platz            |        |        |            |             |         |        |
| Top 10              |        |        |            |             | 1       | 1      |
| Punkteränge         | 2      |        | 1          |             | 31      | 34     |
| Starts              | 11     | 29     | 4          |             | 31      | 75     |
| Stand: Karriereende |        |        |            |             |         |        |